# Sune Rasborg
Sune Rasborg (født 1976 i Rønne) er en dansk kok og forfatter. Han har været foodstylist og køkkenchef i København og slog sit navn fast på Bornholm, hvor han er født, med overraskende menuer til Folkemøderne i Allinge og i pop up restauranter. Rasborg modtog i 2013 KulturBornholms gastronomiske pris. I 2015 udgav han sammen med fotografen Anders Beier Folk, Fæ og foodies.
I 2021 kom Bornholm og en bid af verden, og i 2022 udkom Vildt sulten.